# Careproctus bowersianus
Careproctus bowersianus är en fiskart som beskrevs av Gilbert och Burke 1912. Careproctus bowersianus ingår i släktet Careproctus och familjen Liparidae. Inga underarter finns listade.